# Juan Manuel de Sarasa
Juan Manuel de Sarasa Locén (Ollo, 1785—Pamplona, 1856) fue un militar y guerrillero carlista español.

## Biografía
Procedente del arma de Infantería, se distinguió en la guerra de la Independencia, a las órdenes del general Espoz y Mina, y en la campaña realista de 1821 a 1823, a las del marqués de Moncayo.
Era teniente coronel retirado cuando, al morir Fernando VII, se puso al frente de los carlistas de la merindad de Pamplona y fue nombrado segundo jefe de la división de Iturralde, y a él se debió después que Zumalacárregui fuese nombrado comandante general de los carlistas navarros. En 1835 era ya Sarasa general de brigada, siendo nombrado comandante general de los carlistas vizcaínos, inaugurando su mando derrotando al general isabelino Iriarte, al que tomó dos piezas de artillería e hizo muchos oficiales y soldados prisioneros.
Se distinguió también en los sitios segundo y tercero de Bilbao, durante los que estuvo encargado del bloqueo de dicha plaza, al frente de los batallones 4.º, 5.º y 6.º de Vizcaya y Guías de Álava. Después de tomar parte en todas las acciones de guerra que se libraron en las Vascongadas hasta 1837, a fines de este año fue nombrado miembro del Consejo Supremo de Guerra de los carlistas, del que era decano el teniente general conde de Casa Eguía. Al concluirse la guerra y no aceptando el Convenio de Vergara, Sarasa emigró a Francia, en donde permaneció diez años; pero en 1849 se acogió a la amnistía concedida por Isabel II, y se retiró de la vida militar y política.